# Чемпионат СССР по баскетболу среди женщин
Высшая лига (с 1966 года), класс А (1955—1965), чемпионат СССР (1923—1954) — высший дивизион системы женских баскетбольных лиг СССР, в котором ежегодно проводился турнир среди лучших клубов страны. Первый розыгрыш чемпионата СССР состоялся среди команд городов в 1923 году, первый клубный чемпионат был проведён в 1937 году, последний Всесоюзный в 1991 году, в 1992 году состоялся чемпионат СНГ, в 1941—1943 годах чемпионат не проводился из-за Великой Отечественной войны.

## История
В 1923 году в рамках всесоюзной Спартакиады в Москве прошло первенство по баскетболу с участием 4 команд в формате плей-офф.  
В 1937 году состоялся 1-й клубный чемпионат СССР по баскетболу женщин. В первом сезоне в турнире приняли участие 4 команды.
В 1941—1943 годах чемпионат не проводился из-за Великой Отечественной войны.
В 1955 году высший дивизион стал именоваться «класс «А». С 1966 года устоялось название «Высшая лига», включавшая, как правило, 10-13 команд.

### Разделение на группы
Из-за увеличивавшегося количества клубов-участников в первые годы существования турнира чемпионат разделяли на две или три группы согласно силе команд. От лучших в первой группе к слабейшим в третьей.
В 1938 году — во 2-м сезоне — чемпионат был разбит на две группы.
В 1939—1940 и 1945—1947 годах чемпионат состоял из трёх групп.
В 1944, 1948—1954 и 1964—1965 годах чемпионат состоял из одной группы и общее количество участников в одном турнире вырастало до 21—24 команд.

### Образование низших лиг
С 1966 года чемпионат был разделён на несколько дивизионов. Сильнейший дивизион получил название — Высшая лига. Второй по силе — с 1966 по 1972 — 2-я лига, с 1973 по 1976 данный дивизион был разделён на 1-ю и 2-ю группы класса А, с 1977 года — 1-я лига.

## Призёры
| Год  | Победитель                 | 2-место                              | 3-место                    | Примечание                      |
| ---- | -------------------------- | ------------------------------------ | -------------------------- | ------------------------------- |
| 1992 | Динамо Киев                | Молдова Кишинёв                      | ЦСКА Москва                | Чемпионат СНГ                   |
| 1991 | Динамо Киев                | ЦСКА Москва                          | Горизонт Минск             |                                 |
| 1990 | Электросила Ленинград      | ЦСКА Москва                          | Динамо Волгоград           |                                 |
| 1989 | ЦСКА Москва                | Горизонт Минск                       | Динамо Волгоград           |                                 |
| 1988 | Динамо Новосибирск         | ЦСКА Москва                          | Электросила Ленинград      |                                 |
| 1987 | Динамо Новосибирск         | Спартак Ленинград                    | ЦСКА Москва                |                                 |
| 1986 | Динамо Новосибирск         | ТТТ Рига                             | ЦСКА Москва                |                                 |
| 1985 | ЦСКА Москва                | Динамо Новосибирск                   | ТТТ Рига                   |                                 |
| 1984 | ТТТ Рига                   | ЦСКА Москва                          | Кибиркштис Вильнюс         |                                 |
| 1983 | ТТТ Рига                   | ЦСКА Москва                          | Динамо Новосибирск         |                                 |
| 1982 | ТТТ Рига                   | Спартак Ногинск                      | Динамо Новосибирск         |                                 |
| 1981 | ТТТ Рига                   | Спартак Московская область           | Динамо Новосибирск         |                                 |
| 1980 | ТТТ Рига                   | Спартак Московская область           | ЦСКА Москва                |                                 |
| 1979 | ТТТ Рига                   | Спартак Московская область           | Динамо Москва              |                                 |
| 1978 | Спартак Московская область | ТТТ Рига                             | Динамо Москва              |                                 |
| 1977 | ТТТ Рига                   | Динамо Москва                        | Спартак Московская область |                                 |
| 1976 | ТТТ Рига                   | Спартак Московская область           | Спартак Ленинград          |                                 |
| 1975 | ТТТ Рига                   | Спартак Ленинград                    | Спартак Московская область |                                 |
| 1974 | Спартак Ленинград          | ТТТ Рига                             | Уралмаш Свердловск         |                                 |
| 1973 | ТТТ Рига                   | Спартак Ленинград                    | Уралмаш Свердловск         |                                 |
| 1972 | ТТТ Рига                   | Спартак Ленинград                    | Кибиркштис Вильнюс         |                                 |
| 1971 | ТТТ Рига                   | Спартак Ленинград                    | Кибиркштис Вильнюс         |                                 |
| 1970 | ТТТ Рига                   | Спартак Ленинград                    | Спартак Московская область |                                 |
| 1969 | ТТТ Рига                   | Спартак Московская область           | Кибиркштис Вильнюс         |                                 |
| 1968 | ТТТ Рига                   | Спартак Московская область           | Буревестник Ленинград      |                                 |
| 1967 | Латвийская ССР             | Москва                               | РСФСР                      | Летняя Спартакиада народов СССР |
| 1966 | ТТТ Рига                   | ГПИ Тбилиси                          | Динамо Москва              |                                 |
| 1965 | ТТТ Рига                   | ГПИ Тбилиси                          | СКА Ленинград              |                                 |
| 1964 | ТТТ Рига                   | Буревестник Ленинград                | СКА Ленинград              |                                 |
| 1963 | Латвийская ССР             | Ленинград                            | Москва                     | Летняя Спартакиада народов СССР |
| 1962 | ТТТ Рига                   | СКА Ленинград                        | Серп и Молот Москва        |                                 |
| 1961 | ТТТ Рига                   | СКА Ленинград                        | Буревестник Ленинград      |                                 |
| 1960 | ТТТ Рига                   | УСК Тарту                            | СКВО Ленинград             |                                 |
| 1959 | Москва                     | Эстонская ССР                        | Ленинград                  | Летняя Спартакиада народов СССР |
| 1958 | Динамо Москва              | Калев Тарту                          | Даугава Рига               |                                 |
| 1957 | Динамо Москва              | Калев Тарту                          | Строитель Москва           |                                 |
| 1956 | Москва                     | Латвийская ССР                       | Ленинград                  | Летняя Спартакиада народов СССР |
| 1955 | МАИ Москва                 | Строитель Москва                     | Динамо Москва              |                                 |
| 1954 | МАИ Москва                 | Динамо Москва                        | Строитель Москва           |                                 |
| 1953 | Динамо Москва              | МАИ Москва                           | Искра Ленинград            |                                 |
| 1952 | Строитель Москва           | МАИ Москва                           | Динамо Москва              |                                 |
| 1951 | МАИ Москва                 | Динамо Москва                        | Локомотив Москва           |                                 |
| 1950 | Динамо Москва              | Динамо Киев                          | Локомотив Москва           |                                 |
| 1949 | Динамо Киев                | Локомотив Москва                     | Динамо Москва              |                                 |
| 1948 | Динамо Москва              | МАИ Москва                           | Локомотив Москва           |                                 |
| 1947 | МАИ Москва                 | Динамо Москва                        | Локомотив Москва           |                                 |
| 1946 | МАИ Москва                 | Строитель Москва                     | Динамо Москва              |                                 |
| 1945 | Динамо Москва              | МАИ Москва                           | Динамо Киев                |                                 |
| 1944 | Динамо Москва              | Локомотив Москва                     | Спартак Москва             |                                 |
| 1940 | Динамо Москва              | Локомотив Москва                     | Спартак Ленинград          |                                 |
| 1939 | Динамо Москва              | Локомотив Москва                     | Спартак Москва             |                                 |
| 1938 | Динамо Москва              | Спартак Москва                       | Спартак Ленинград          |                                 |
| 1937 | Динамо Москва              | Локомотив Москва                     | ГОЛИФК Ленинград           |                                 |
| 1924 | Москва                     | Юго-Восток Юго-Восточная область     | Урал Уральская область     | Первенство команд регионов      |
| 1923 | Петроград                  | Богородск-Глухово Московская область | не объявлялось             | Первенство команд городов       |

### По клубам-чемпионам
| Клуб                       | Чемпионы | 2-е место | 3-е место |
| -------------------------- | -------- | --------- | --------- |
| ТТТ Рига                   | 21       | 3         | 1         |
| Динамо Москва              | 11       | 4         | 7         |
| МАИ Москва                 | 5        | 4         | —         |
| Динамо Новосибирск         | 3        | 1         | 3         |
| Динамо Киев                | 3        | 1         | 1         |
| ЦСКА Москва                | 2        | 5         | 4         |
| Спартак Московская область | 1        | 6         | 3         |
| Спартак Ленинград          | 1        | 6         | 3         |
| Строитель Москва           | 1        | 2         | 2         |
| Электросила Ленинград      | 1        | —         | 1         |